# Drosanthemum hispidum
Drosanthemum hispidum es una especie de planta suculenta perteneciente a la familia Aizoaceae.  Es originaria de Sudáfrica.

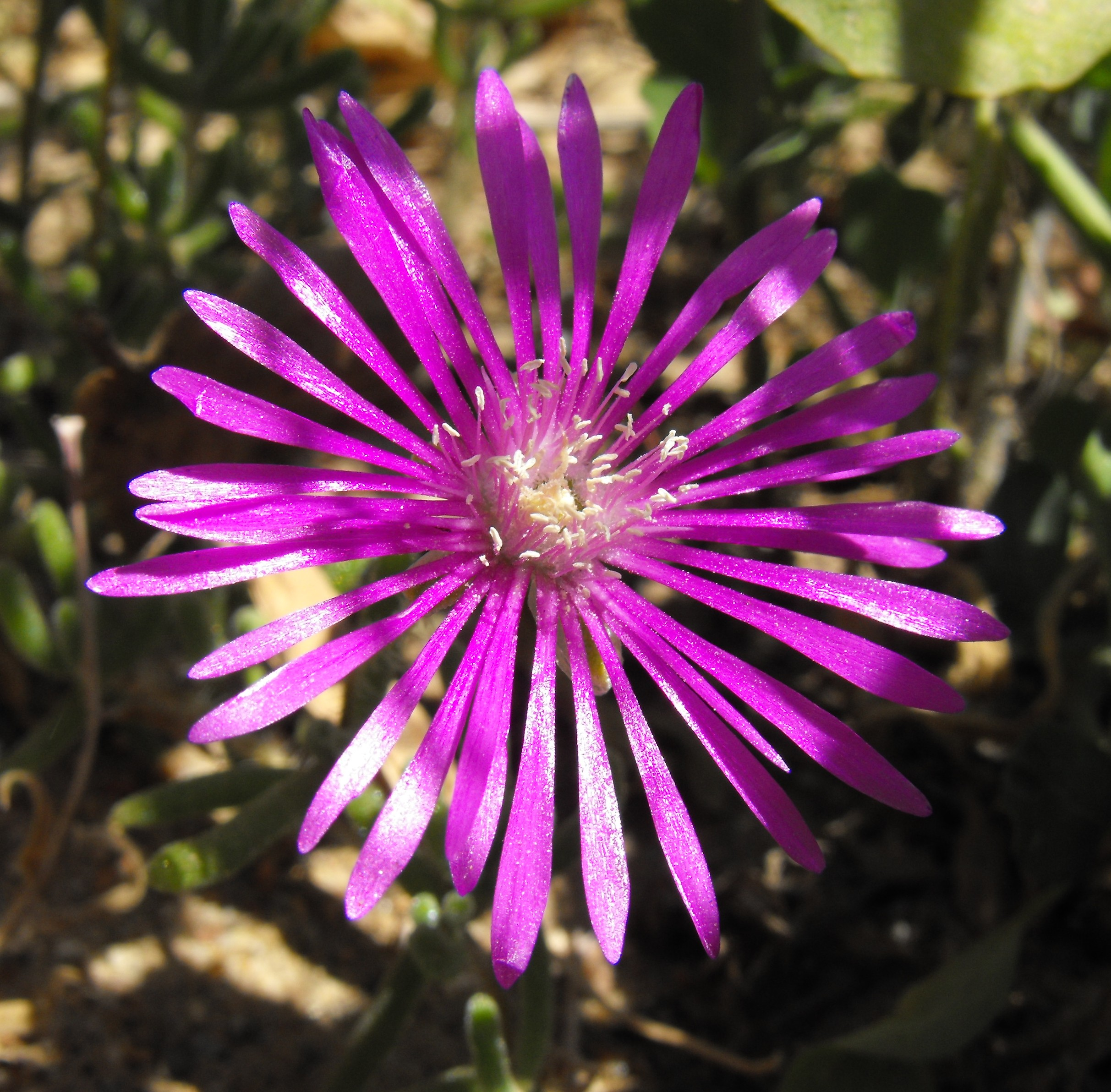
Detalle de la planta

## Descripción
Es una planta suculenta perennifolia que alcanza un tamaño de 30 a 60 cm de altura a una altitud de 1600   metros en Sudáfrica y Namibia.

## Taxonomía
Drosanthemum hispidum fue descrito por (L.) Schwantes y publicado en Zeitschrift für Sukkulentenkunde. Berlin 3: 29. 1927.
Etimología
Drosanthemum: nombre genérico que deriva de las palabras griegas: drosos y anthos que significa "rocío" y "flor", que describe las células llenas de agua en las hojas de muchas especies de este género similares, de hecho, a las gotas de rocío.
hispidum: epíteto latino que significa "erizado".
Sinonimia
- Mesembryanthemum hispidum L. basónimo[3][4]